# Konjaku Monogatarishū
Konjaku Monogatarishū (今昔物語集), em português Coletânea de Narrativas do Agora É Passado , é uma compilação de mais de mil narrativas breves do gênero setsuwa (説話) produzida no Japão por volta do ano de 1120, no final do período Heian (794-1185). Ela continha originalmente 31 volumes, dos quais restam apenas 28.

## Conteúdo
As histórias contidas na obra estão divididas de acordo com a região em que ocorrem. Os 5 primeiros volumes contêm contos da Índia, os próximos cinco compreendem contos da China e o restante são contos do Japão. O material destes contos é traçado a partir do budismo e do folclore secular.
Todas as narrativas na coletânea começam com o enunciado ima wa mukashi (今昔), traduzido como "o agora é passado"  — sendo kon-jaku a pronúncia chinesa (On'yomi) de seus caracteres, que dão nome desta coleção — e terminam, com exceção das incompletas, com a fórmula to nan katari tsutaetaru to ya (トナン語リ伝ヘタルトヤ) ou "é o que se conta e tem sido transmitido". 
As narrativas budistas cobrem uma vasta gama de tópicos, tanto contos históricos sobre o desenvolvimento, transmissão e difusão do budismo, e contos dogmáticos que enfatizam a retribuição cármica.
Os contos folclóricos em sua maioria retratam o encontro entre seres humanos e o sobre-humanos. Os personagens típicos se referem às classes da sociedade japonesa da época - a corte, guerreiros, monges, estudiosos, médicos, agricultores, pescadores, comerciantes, prostitutas, bandidos, mendigos. Suas contrapartes sobrenaturais são os onis e os tengus.

## Data e autoria
Até o momento o trabalho é considerado de autoria anônima. Várias são as teorias de autoria apresentadas: uma delas defende que o compilador foi Minamoto no Takakuni, autor de Uji Dainagon Monogatari, outro teoria sugere que o autor seria o monge budista Tobane Sōjō, uma terceira teoria indica a autoria de um monge budista vivendo em algum lugar nos arredores de Kyoto ou Nara, durante o final do período Heian. Até agora, nenhuma evidência substantiva surgiu para decidir a questão, e não foi formado nenhum consenso geral.
A data do trabalho também é incerta. A partir dos eventos descritos em alguns dos contos parece provável que ele tenha sido escrito em algum momento durante a primeira metade do século XII, após o ano 1120.

## Manuscrito de Suzuka

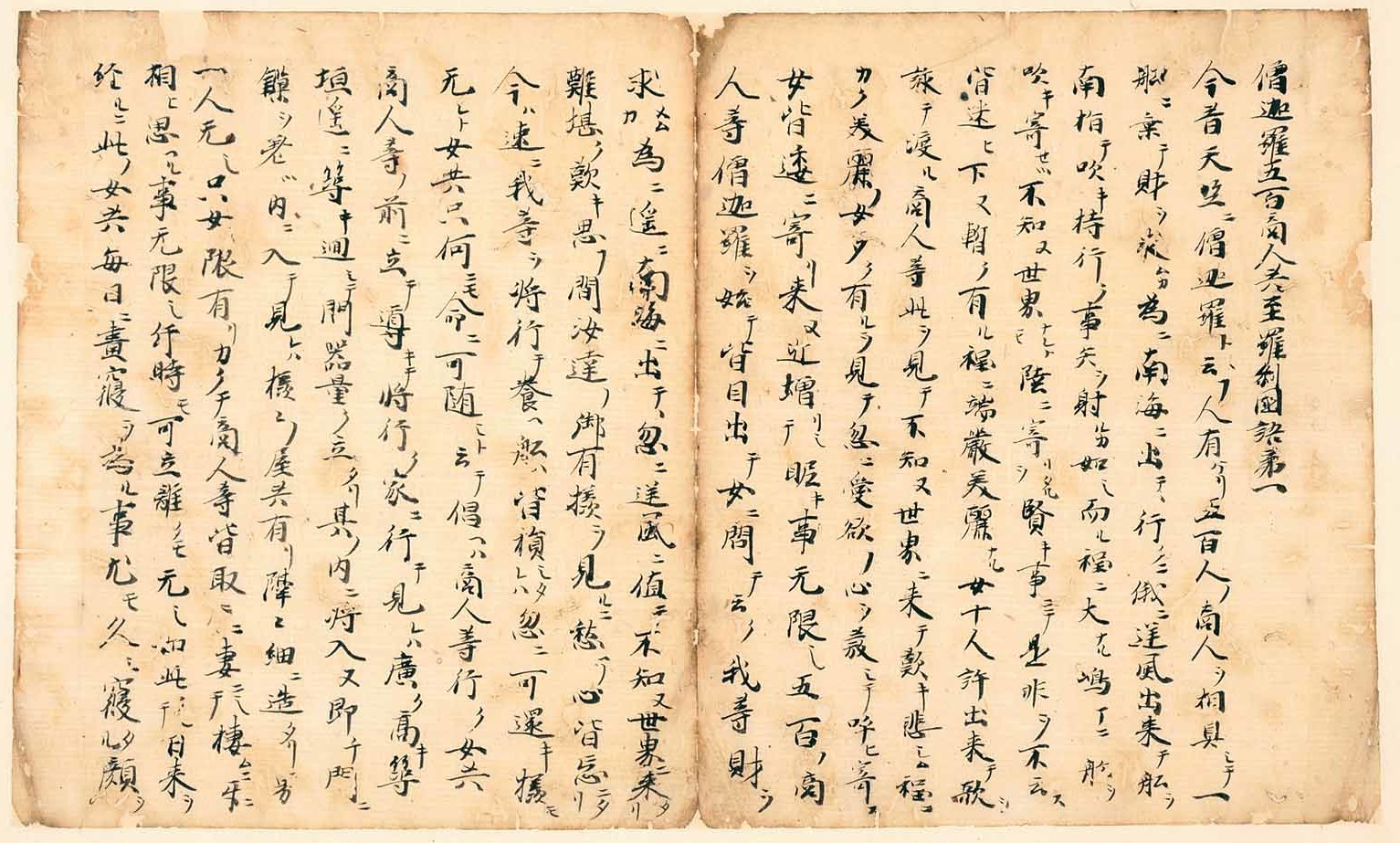
Manuscrito de Suzuka.

A mais antiga cópia existente do Konjaku Monogatarishū é o Manuscrito de Suzuka (铃鹿 家 旧 蔵 本). Designado como um tesouro nacional em 1996, foi montado por um sacerdote xintoísta chamado Tsuretane Suzuka no período Nara. 
O manuscrito foi trazido então a Universidade de Kyoto para doação e arquivamento por um descendente do sacerdote que era bibliotecário da universidade. O manuscrito foi digitalizado e disponibilizado em formato digital na internet.

## Os animais no Konjaku Monogatarishū
Neste trabalho, traços específicos e características humanas, tais como a capacidade de pensar, sentir e falar são atribuídos a vários tipos de animais.
Através da atribuição de características humanas aos animais, e o uso desses animais antropomórficos possibilitou ao autor, de forma mais eficaz, comunicar de diversas maneiras uma variedade de ensinamentos morais. Para ser capaz de implementar tal paradigma, a autoria teria utilizado traços pré-concebidos que foram atribuídos a animais específicos. Os animais e seus respectivos traços teriam sido comuns e de conhecimento implícito no Japão antigo. Os tipos de contos em Konjaku que incluem o uso de animais antropomórficos podem ser classificados em categorias, em que uma moral particular é acentuada.

## Significado
Muitos dos contos que aparecem no Konjaku Monogatarishū também são encontrados em outras coleções, como coleções de histórias de fantasmas, que tendo sido passadas para a consciência comum, têm sido recontadas várias vezes ao longo dos séculos. Autores modernos também adaptaram contos do Konjaku Monogatarishū, um exemplo famoso seria o de Ryūnosuke Akutagawa com No matagal (藪の中 Yabu no Naka), de 1922. Outros autores que escreveram contos  baseadas em contos do Konjaku incluem Jun'ichirō Tanizaki e Hori Tatsuo.